# Brășeu, Hunedoara

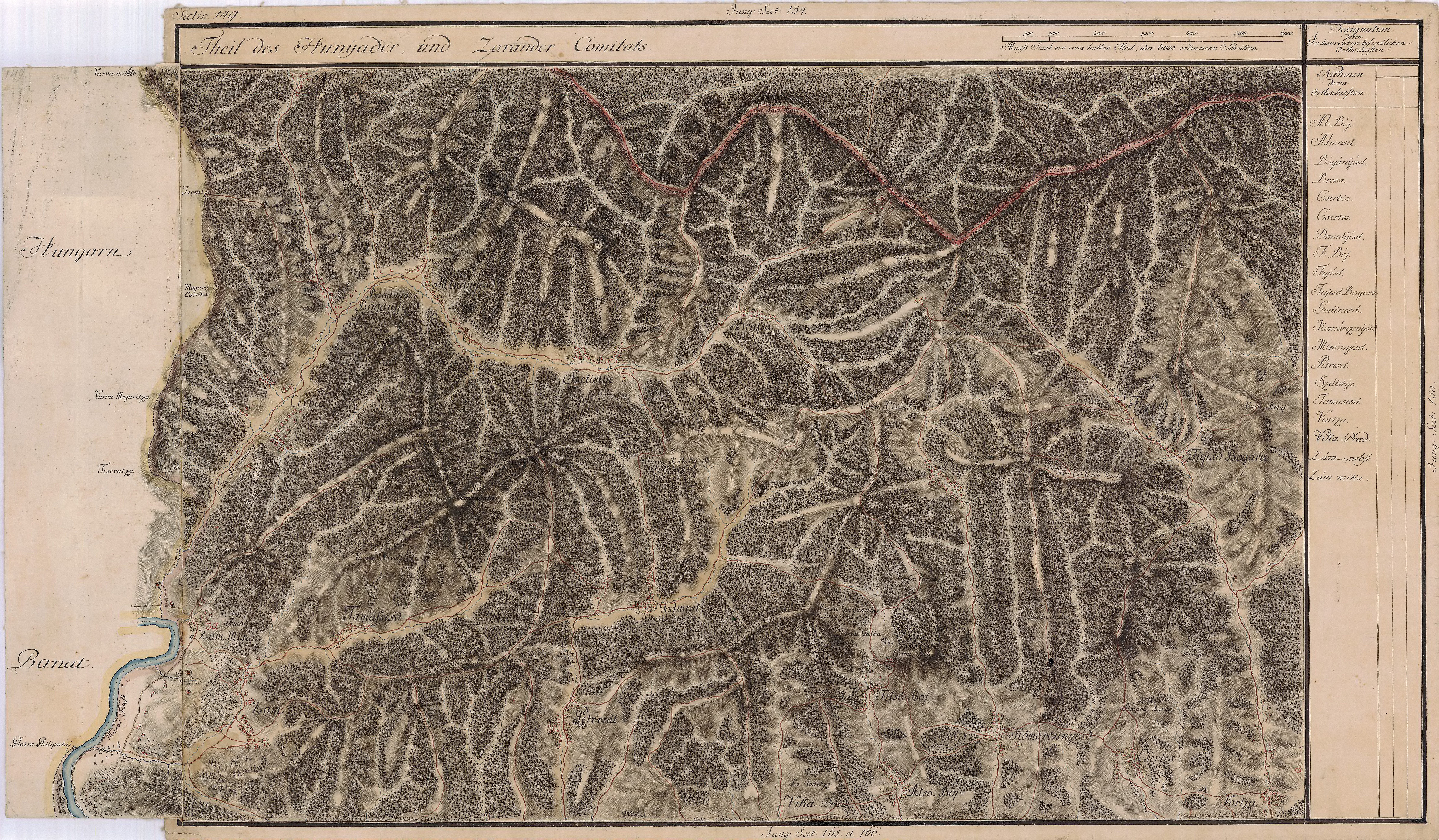
Brășeu în Harta Iosefină a Transilvaniei, 1769-1773

Brășeu este un sat în comuna Zam din județul Hunedoara, Transilvania, România.